# لسلی گریس
لسلی گریس مارتینز (به اسپانیایی: Leslie Grace Martínez) (زادهٔ ۷ ژانویه ۱۹۹۵) خواننده، ترانه‌سرای آمریکایی است.
فیلم‌ها
- در هایتس
- بت‌گرل (فیلم)۲۰۲۲